# Лапчатоногие
Лапчатоногие (лат. Heliornithidae) — небольшое семейство птиц, включающее в себя всего три вида, каждый из которых относится к своему монотипическому роду. На основании строения скелета и мышечной системы данное семейство причислено к журавлеобразным, однако её родство с другими семействами отряда находится под вопросом. По сходству внешнего оперения можно предположить, что лапчатоноги имеют родство с пастушковыми (Rallidae), однако по другим признакам они более похожи на других птиц, не относящихся к журавлеобразным, в особенности к поганковым (Podicipedidae).

## Описание
Среднего размера водоплавающие птицы, длиной 26—59 см (по другим данным, 30,5—51 см) и массой 120—880 г. Голова маленькая. Клюв острый, ярко-окрашенный. Тело стройное, продолговатое, с длинной шеей и короткими, закруглёнными крыльями. Хвост довольно длинный, закруглён на конце. Ноги очень короткие, ярко окрашенные, с широкими лопастными пальцами и острыми коготками.
Самый крупный вид — азиатский лапчатоног (Heliopais personata), его длина может достигать 51 см. Оперение верхней части тела оливково-коричневое, голова и шея чёрные, клюв жёлтый, а ноги ярко-зелёные с белыми полосками. Африканский лапчатоног (Podica senegalensis) слегка поменьше, его длина до 41 см. Спина тёмно-коричневая с чёрно-белыми пятнами, брюхо белое, ноги ярко-красные. Самый маленький вид — южноамериканский лапчатоног (Heliornis fulica), его длина не превышает 30 см. Его окраска напоминает азиатский вид, только ноги жёлтые, чёрными полосками.
У всех видов на голове и шее по сторонам имеются белые вертикальные полосы, начинающиеся в районе глаз. У африканского лапчатонога имеется коготь на подвижном первом пальце каждого крыла, который они используют при лазании по деревьям, а также жёсткие рулевые перья, которыми управляют при движении по воде и на земле.
Половой диморфизм (видимые различия между самцами и самками) у всех видов выражен в различной окраске оперения головы и шеи; у африканского лапчатонога самцы примерно на четверть крупнее самок.

## Распространение
Живут в тропическом климате. Африканский лапчатоног широко распространён в Африке, к югу от Сахары, за исключением засушливых территорий на северо-востоке и юго-западе. Южноамериканский лапчатоног обитает в Центральной и Южной Америке к северу от Боливии и северо-восточной Аргентины. Ареал азиатского лапчатонога ограничен Южной и Юго-Восточной Азией: северо-восточной Индией, Бангладеш и далее на восток до полуострова Малакка и острова Суматры.
Селятся в различных биотопах с обязательным наличием водоёмов с густой растительностью по берегам: по берегам заливов, в мангровых и папирусовых болотах, во влажных тропических лесах, вдоль рек и ручьёв, при этом предпочитая стоячую воду или медленно текущие потоки. Встречаются на высоте до 2000 м над уровнем моря.

## Образ жизни
Скорее всего, лапчатоноги ведут оседлый образ жизни и придерживаются своей территории, однако согласно некоторым источникам, азиатский вид является мигрирующим в пределах ареала.  В отсутствие периода размножения живут обособленно либо парами. Американский вид наиболее активен ранним утром или вечером; при этом, как правило, ведёт себя очень осторожно и пугливо. Птицы на воде стараются держаться возле берега под покровом прибрежной растительности и при малейшей опасности пытаются в ней скрыться или замереть, опустив голову и погрузив тело в воду, хотя могут и неглубоко нырять. Плавают хорошо, при этом делая интенсивные движения головой взад-вперёд. Летают довольно плохо. По земле передвигаются проворно, приподняв тело. На ночь забираются на ветки кустов и деревьев.
Питаются птицы насекомыми и их личинками, моллюсками, креветками, крабами. Иногда поедают лягушек, мелкую рыбу и реже семена растений.

## Воспроизводство
Лапчатоноги — моногамные птицы, то есть на одну самку приходится один самец. Гнездо неглубокое, строится из тростника, веточек и травы на берегу с густой растительностью на высоте метра от воды. Самка откладывает 2-7 белых с рыжими полосками яиц. Инкубационный период у американского вида составляет всего 10-11 дней. Птенцы южноамериканского лапчатонога появляются голыми, слепыми и беспомощными, у других видов они покрыты пухом. Подобно поганкам, лапчатоноги первое время носят птенцов под крыльями, а потом часто можно наблюдать, как они плавают с птенцами на спине.